# 三村明
三村 明（みむら あきら、1901年1月6日 - 1985年12月23日）は、大正、昭和期の撮影監督、映画監督。日本映画カメラマン創始者の一人。海外ではハリー・三村 (Harry Mimura) の名前で知られる。

## 経歴
父は戦艦霧島や戦艦日向の艦長を務めた海軍少将・三村錦三郎。広島県安芸郡江田島町（現江田島市）生まれ。1919年（大正8年）逗子開成中学を卒業し、同年9月に渡米した。シアトルのスクールを経て、1924年、シカゴのニコラスセン大学予科を卒業した。全米で拡がりつつあった排日運動の払拭に際し、「キャメラマンとなってアメリカ人に日本の正しい姿を見せたい」との思いで映画界に入ることを決意したといわれる。
1925年にはニューヨーク写真専門学校映画科で学び、1929年から1934年まで、日本人として初めてニューヨーク・カメラマン・ユニオンに加入。当時、市民権を持たない東洋人、および日本人のユニオン加入は困難を極めた。『市民ケーン』などで知られるグレッグ・トーランドや、『レベッカ』などで知られるジョージ・バーンズ（『オー!ゴッド』の俳優とは別人）らに就き、日本人カメラマンとして初めてハリウッドで撮影助手を務め、撮影技術を習得した。ハワード・ヒューズ監督、ジーン・ハーロウ主演の『地獄の天使/Hell's Angels』、エドモンド・グールディング監督、グロリア・スワンソン主演の第1回トーキー作品『トレスパッサー/Trespasser』、ジョルジュ・フィツモーリス監督、リリアン・ギッシュ主演『SWAN』、ジョージ・バーンズ監督、ロナルド・コールマン主演『曳かれ行く男/Condemned』など、約60本の映画撮影に従事する。
昭和初期、当時は神戸に住む映画少年だった映画解説者の淀川長治は、アメリカの雑誌で《Mimura》という名前を見つけ、もしや日本人ではとファンレターを出した。すると、ハリウッドにいる三村から丁寧な筆文字の手紙に添え、「いま僕が撮っている映画です」とグロリア・スワンソンが写る一齣が送られ、淀川はそれを生涯の宝物にしていたという。
ユニオンのストライキで仕事がなくなり1934年（昭和9年）帰国。同年PCL（東宝の前身）に新型のミッチェルカメラを使いこなせる撮影技師として入社し、『絹に泥靴』で撮影デビュー。新しい照明法や女優を美しく見せるクローズアップ撮影などを披露し、高く評価された。1936年（昭和11年）の東宝設立で専属となった後も多くの名作の撮影を担当し、トップキャメラマンとして不動の地位を築いた。「世界一美しい映画」とも評される山中貞雄の遺作『人情紙風船』、衣笠貞之助の『蛇姫様』、クライマックスの右京が原の決闘シーンが有名な黒澤明のデビュー作『姿三四郎』、山本嘉次郎の『馬』、『綴方教室』、『ハワイ・マレー沖海戦』、『加藤隼戦闘隊』、神話的大ヒットとなった『支那の夜　蘇州夜曲』、『上海帰りのリル』などにより、トーキー初期から日本映画の撮影技術の基礎を作った。　
「"世界のクロサワ"が震え声で、初めて『用意、スタート』と言った瞬間を証言できる、たった一人の人」ともいわれた。また、女優を綺麗に撮ると評判になり、「ハリーさんに撮ってほしい」と希望する女優が多かった。　　
アメリカ映画界における撮影監督の組織や運動を報告し、碧川道夫や円谷英二らと共に日本における撮影者集団の組織化に向けて尽力した。
1946年（昭和21年）には進駐軍の戦略爆撃調査団の要請で、郷里でもある原爆投下後の広島の米軍映画撮影隊に日本人として唯一参加し、未曾有の惨状をカラーフィルムに収めた。このフィルムは1970年代に日本で公開されて大きな反響を呼んだほか、1983年（昭和58年）にはテレビ映画『ザ・デイ・アフター』の中でも使われたが、アメリカ本国の放送ではカットされていたといわれる。
女優は煙るように美しく撮り、戦争はシャープに冷徹に切り取る。三村がファインダーを覗くと、レンズは別の生き物になった。
1947年（昭和22年）には、東宝争議の最中に有志らによって創立された新東宝に加わる。1950年（昭和25年）谷口千吉の反戦映画『暁の脱走』で毎日映画コンクール撮影賞を受賞。1954年（昭和29年）製作を再開した日活に転じ、『消えた中隊』を初監督。劇映画の監督作はこれ1本のみ。その後は東京映画、松竹、東映を経て1963年には映画界から離れ、フリーとなった。撮影を担当した日本の劇場用映画は100本を越える。その後は記録映画、短編映画、CM撮影・監督などに従事した。また、日本映画撮影監督協会 (J.S.C) の初代理事長に就任して以降は17年間、撮影技術機関誌「映画撮影」刊行に尽力するなどした。「映画撮影」は日本唯一の撮影専門誌として、現在も年4回の刊行が続く。多くの門下を出したが、ブルース・リーの『ドラゴンへの道』の撮影など、香港映画で活躍した西本正（賀蘭山）がよく知られている。
1975年（昭和50年）、勲四等瑞宝章受章。

### 伝記
- 工藤美代子『聖林からヒロシマへ：映画カメラマン・ハリー三村の人生』（晶文社、1985年2月）

## フィルモグラフィー

### 映画
- 放浪記（1935年）
- 人情紙風船（1937年）
- お嬢さん（1937年）
- 綴方教室（1938年）
- 支那の夜（1940年）
- 馬（1941年）
- ハワイ・マレー沖海戦（1942年）
- 緑の大地（1942年）
- 姿三四郎（1943年）
- 加藤隼戦闘隊（1944年）
- 東宝千一夜（1947年）
- 恋する妻（1947年）
- 黒馬の団七（1948年）
- 三百六十五夜（1948年）
- 結婚三銃士（1949年）
- 夢よもういちど（1949年）
- 銀座カンカン娘（1949年）
- 暁の脱走（1950年）
- 女医の診察室（1950年）
- 処女宝（1950年）
- 愛染香（1950年）
- バナナ娘（1950年）
- 月よりの母（1951年）
- 女豹の地図（1951年）
- 銀座化粧（1951年）
- 上海帰りのリル（1952年）
- ハワイの夜（1953年）
- 南十字星は偽らず（1953年）
- 風立ちぬ（1954年）
- 第二の接吻（1954年）
- やくざ囃子（1954年）
- やがて青空（1955年）
- 明日の幸福（1955年）
- 花のゆくえ（1955年）
- いらっしゃいませ（1955年）
- 世にも面白い男の一生 桂春団治（1956年）
- 森繁よ何処へ行く（1956年）
- 鬼の居ぬ間（1956年）
- おしどりの間（1956年）
- ひかげの娘（1957年）
- その夜のひめごと（1957年）
- 浪人街（1957年）
- 非常線（1958年）
- おしどり駕籠（1958年）
- 娘の中の娘（1958年）
- 白い通り魔（1959年）
- 空港の魔女（1959年）
- 父と娘（1959年）
- 東京べらんめえ娘（1959年）
- 警視庁物語 血液型の秘密（1960年）
- 警視庁物語 聞き込み（1960年）
- 消えた密航船（1960年）
- 砂漠を渡る太陽（1960年）
- 遙かなる母の顔（1960年）
- 金も命もいらないぜ（1961年）
- 恋愛学校（1962年）
- 恋は神代の昔から（1963年）
- 浅草の侠客（1963年）